# Flughafen Kiew-Schuljany

i7
i11
i13
Der Flughafen Kiew-Schuljany „Igor Sikorski“ (ukrainisch Міжнародний аеропорт «Київ» імені Ігоря Сікорського Mischnarodnyj aeroport „Kyiw“ imeni Ihorja Sikorskowo, dt. „Internationaler Flughafen ‚Kiew‘ Igor Sikorski“, international genutzte englische Eigenbezeichnung Kyiv Sikorsky Airport IATA-Code: IEV, ICAO-Code: UKKK) ist nach Kiew-Boryspil der kleinere der beiden internationalen Verkehrsflughäfen der ukrainischen Hauptstadt Kiew. Er liegt etwa acht Kilometer von der Innenstadt Kiews entfernt.
Die Bezeichnung vor der Umbenennung war Flughafen Kiew (Schuljany) (ukrainisch Міжнародний аеропорт «Київ» (Жуляни) Mischnarodnyj aeroport „Kyiw“ (Schuljany) dt. „Internationaler Flughafen ‚Kiew‘ (Schuljany)“; russ. Международный аэропорт «Киев» (Жуляны) Meschdunarodny aeroport „Kiew“ (Schuljany); en. Kyiv International Airport (Zhuliany)).

## Lage und Verkehrsanbindung
Der Flughafen befindet sich innerhalb des Stadtgebietes von Kiew etwa 8 km südwestlich vom Stadtzentrum. Vom Zentrum kann man ihn mit Bussen, Taxis und Trolleybussen sowie anderen Nahverkehrsmitteln sehr gut erreichen. Eine U-Bahn Station der U-Bahn Kiew besteht derzeit nicht, die Linie 4 (Podilsko-Wihuriwska) ist jedoch in Planung.

## Geschichte
Bereits vor 1924 waren alle Möglichkeiten vorhanden, den Passagierverkehr in der Ukraine und am Flughafen Kiew-Schuljany aufzunehmen. Der Schwerpunkt der Flüge lag auf der Stadt Charkow, der damaligen ukrainischen Hauptstadt. Daher war die erste Route Charkow–Poltawa–Kiew–Charkow–Poltawa–Krementschug–Odessa.
In Kiew wurde nahe der Ortschaft Schuljany ein Militärflugplatz eingerichtet. Am 25. Mai 1924 folgte hier der erste mit einer Dornier Merkur mit Beinamen „Roter Chemiker“ der Fluggesellschaft Ukrwosduchput testweise durchgeführte Flug mit 3 Stunden und 20 Minuten Dauer. Seit Anfang Juni 1924 waren zwei wöchentliche Linienflüge zwischen Charkow und Kiew im Flugplan. Zu diesem Zeitpunkt hatte der Stützpunkt die Ausmaße eines Flugplatzes, der heutige Flughafen existierte noch nicht.
Während der Flughafen zu sowjetischen Zeiten nur für Inlandsflüge genutzt wurde, änderte sich dies nach der Unabhängigkeit und es gab zunehmend internationale Flüge. Die Zahl erhöhte sich in den 2000er Jahren mit dem Boom der zivilen Luftfahrt in der Ukraine weiter. Am 27. März 2011 wechselte die ungarische Billigfluggesellschaft Wizz Air ihre Basis vom Flughafen Kiew-Boryspil zum Flughafen Kiew-Schuljany. Es folgte ein hoher Anstieg der Passagierzahlen sowie die Zulassung aller Flüge rund um die Uhr.
Am 17. Mai 2012 wurde das neue „A“-Terminal vom ukrainischen Vizeministerpräsident und Minister für Infrastruktur Borys Kolesnikow eröffnet, welches für die Abfertigung aller internationalen Flüge bestimmt ist. Das Terminal ist mit moderner Ausrüstung, unter anderem mit Sicherheitskontrollen und Gepäckabfertigung, ausgestattet. Das alte „B“-Terminal soll nur noch für nationale Flüge Verwendung finden.
Im gesamten Jahr 2012 belief sich der Passagierverkehr am Flughafen auf 862.000 Passagiere. Dies entspricht einem Zuwachs von 83,4 % gegenüber 2011. Dies ist vor allem auf das größere Angebot und die Fußball-Europameisterschaft 2012 zurückzuführen. Die beliebtesten ausländischen Anreisepunkte dabei waren Treviso, Dortmund, Moskau, Memmingen und Flughafen Katowice.
Am 22. März 2018 wurde der Flughafen nach dem in Kiew geborenen und später in die USA emigrierten Luftfahrtpionier Igor Sikorski benannt.
Mit Beginn des Russischen Überfalls auf die Ukraine wurde der Betrieb am 24. Februar 2022 auf unbestimmte Zeit eingestellt. Es wurden mehrere Explosionen am Flughafen gemeldet.

## Fluggesellschaften und Ziele
Kiew-Schuljany diente seit Ende März 2011 auch als Basis für die Billigfluggesellschaft Wizz Air, die bis dahin noch vom größeren Flughafen Kiew-Boryspil startete. Daneben boten auch die Fluggesellschaften Bees Airline, LOT und Motor Sich Airlines Linienflüge an.

## Verkehrszahlen
| Jahr | Passagiere |
| ---- | ---------- |
| 2021 | 1.418.153  |
| 2020 | 690.300    |
| 2019 | 2.617.900  |
| 2018 | 2.812.300  |
| 2017 | 1.851.600  |
| 2016 | 1.127.500  |
| 2015 | 944.305    |
| 2014 | 1.090.120  |